# 카차 (왕)
카차 (굽타 문자:  Kā-cha, IAST: Kāca, 기원 4세기경)는 인도의 군주로, 아마도 굽타 왕조의 일원이었을 것이다. 그는 굽타 황제 사무드라굽타의 금화와 유사한 그의 금화를 통해서만 알려져 있다.
카차의 정체는 현대 역사가들 사이에서 논쟁의 대상이다: 두 가지 주요 이론은 그가 사무드라굽타와 동일 인물이거나, 사무드라굽타의 형제였다는 것이다. 첫 번째 이론에 따르면, 카차는 자신의 제국 국경을 바다("사무드라")까지 확장한 후 "사무드라굽타"라는 재위명을 사용했을 수 있다. 두 번째 이론에 따르면, 카차는 사무드라굽타의 위 주장에 이의를 제기하고 짧은 기간 동안 통치했을 가능성이 있다. 다른 이론들은 그를 다른 굽타 통치자들과 동일시하거나 비굽타 출신 찬탈자로 본다.

## 주화
카차는 굽타 초기 시대로 추정되는 일부 금화를 통해 알려져 있다. 이 주화에는 왕의 이미지 아래 "카차"라는 명문이 새겨져 있다. 그러나 그는 굽타 가계나 다른 어떤 자료에서도 언급되지 않는다.
이 주화의 앞면은 사무드라굽타의 표준형 주화와 유사한 방식으로 옷을 입은 왕의 모습을 묘사한다. 왕은 왼손에 차크라드바자(바퀴-표준)를 들고 오른손으로 제단에 향을 바치는 모습이다. 카차 주화의 한 종류는 왕 앞에 가루다드바자(가루다 깃발)를 묘사하기도 한다. 이 면의 원형 명문(우파가티 운율로)은 Kacho gamavajitya divam karmabhir-uttamair-jayati ("땅을 정복한 카차가 훌륭한 업적으로 천국을 얻다")라고 새겨져 있다.
뒷면에는 후광을 가진 여신(아마도 락슈미)이 묘사되어 있다. 그녀는 사리, 보디스, 상의, 귀걸이, 목걸이, 팔찌를 착용하고 있다. 그녀는 양탄자 위에 서서 왼손에 코르누코피아를 들고 있다. 이 양식의 대부분의 주화에서 그녀는 오른손에 꽃을 들고 있지만, 몇몇 주화에서는 오른손에 올가미를 들고 있다. 이 면의 명문은 Sarva-rajochchhetta ("모든 왕의 절멸자")라고 새겨져 있다.
카차의 주화는 탄다, 발리아구의 카사르바(또는 카세르와), 아마다바드구의 쿠마르칸, 다모흐구의 사코르(또는 사코리), 바야나, 그리고 자운푸르에서 발굴되었다.

## 신원
카차의 주화를 다른 굽타 왕들이 발행한 주화와 비교하면 그가 서기 4세기 또는 5세기 1분기 중에 통치했음을 시사한다. 예를 들어, 카차의 주화는 111에서 118 그레인 사이의 무게이다. 초기 굽타 왕들의 주화는 카차의 주화와 무게가 더 가깝다. 예를 들어, 4세기에 통치했던 사무드라굽타와 찬드라굽타 2세가 발행한 주화의 80% 이상이 121 그레인이다. 반면에 5세기 굽타 왕들이 발행한 주화는 더 무겁다. 쿠마라굽타 1세의 주화의 75%가 127 그레인이며, 스칸다굽타의 주화는 144 그레인까지 나간다. 더욱이, 대부분의 카차 주화는 찬드라굽타 1세, 사무드라굽타, 그리고 찬드라굽타 2세의 주화가 포함된 매장지에서 발견되었다.
카차의 신원에 대한 두 가지 주요 이론이 있다:
1. 카차는 사무드라굽타의 또 다른 이름이었다.
2. 카차는 사무드라굽타의 형이었고, 굽타 왕위에 대한 경쟁자였다.

카차가 외국 침략자였을 수 있다는 등 여러 가지 다른 이론들도 제시되었다.

### 사무드라굽타
한 이론에 따르면, 카차는 사무드라굽타의 또 다른 이름이었다. 그는 이전에 카차로 알려졌을 수 있으며, 자신의 영토를 바다까지 확장한 후 "사무드라"(문자적으로 "바다")라는 통치명을 얻었을 가능성이 있다.
이 이론을 지지하는 주장은 다음과 같다:
- 카차의 주화 앞면의 명문은 그가 땅을 정복한 후 훌륭한 업적으로 천국을 얻었다고 자랑한다. 이는 그가 주권적인 통치자가 된 후 종교적, 자선적 행위를 수행했음을 시사한다. 유사한 명문은 사무드라굽타의 주화에도 나타나며, 다른 이전 왕들의 주화 명문에는 나타나지 않는다.[9]
- 위에서 언급된 명문은 카차가 긴 재위 기간을 가졌음을 나타낸다. 따라서 그는 찬드라굽타 1세의 사망과 사무드라굽타의 즉위 사이의 짧은 기간 동안 왕위를 차지한 사람이 될 수 없다.[10]
- 카차 주화의 뒷면은 사무드라굽타의 호랑이 사냥꾼 및 아슈바메다 유형 주화와 유사하다.[11]
- 카차 주화 뒷면의 명문은 그를 "모든 왕의 절멸자"로 묘사하는데, 이는 굽타 기록에서 사무드라굽타에게 적용된 칭호이다.[10] 이 명문은 다른 어떤 굽타 통치자의 주화에도 나타나지 않는다.[9]
- 위에서 언급된 명문은 알라하바드 기둥 비문에 있는 사무드라굽타의 광범위한 정복에 대한 묘사와 일치한다.[10] 카차가 사무드라굽타에 선행했을 수는 없는데, 만약 카차가 이 모든 왕들을 "절멸"시켰다면 사무드라굽타가 그들을 진압할 필요가 없었기 때문이다. 마찬가지로, 만약 카차가 사무드라굽타를 계승했다면, 사무드라굽타가 이미 그들을 물리쳤기 때문에 카차가 이 왕들을 정복할 필요가 없었다.[9]

이 이론에 대한 비판은 다음과 같다:
- 카차의 주화는 여러 면에서 사무드라굽타의 주화와 다르다. 예를 들어:
  - 사무드라굽타 주화의 80% 이상이 121 그레인인 반면, 카차의 주화는 111에서 118 그레인 사이다.[12]
  - 카차의 주화에 묘사된 여성 인물은 보디스 외에 상의를 입고 있는 반면, 사무드라굽타의 호랑이 사냥꾼 및 아슈바메다 유형 주화에 묘사된 여성 인물은 보디스만 입고 있다. 이 여성 인물들의 손에 든 물건들도 다르다.[13]
  - 카차의 주화에는 왼쪽 상단 또는 왼쪽 중앙에 기호가 있는데, 이 기호는 사무드라굽타의 호랑이 사냥꾼 및 아슈바메다 유형 주화에는 없다.[13]
- 굽타 왕들은 예외 없이 주화에 하나의 이름만 사용했다. 사무드라굽타는 "사무드라굽타"라는 이름으로 주화를 발행한 것으로 알려져 있으므로, 카차라는 명문이 있는 주화는 그가 발행했을 가능성이 낮다.[14]
- 주화 명문의 단순한 유사성만으로 두 왕을 동일시할 수는 없다. 비슷한 명문은 서로 다른 인물로 알려진 왕들의 주화에도 나타난다.[15]
- 사무드라굽타 자신의 주화는 그를 "모든 왕의 절멸자"로 묘사하지 않는다.[11] 그에게 귀속된 날란다 및 가야 비문에는 이 칭호가 언급되지만, 이 비문의 진위는 의심스럽다.[16]
- 거창한 칭호는 인도 역사에서 상당히 흔하며, 지구를 정복했다는 등의 거창한 주장을 액면 그대로 받아들여서는 안 된다. 이러한 칭호와 주장은 카차의 실제 군사적 업적이나 통치 기간에 대한 결론을 내리는 데 사용될 수 없다.[17]

- 카차의 주화
- 사무드라굽타의 주화

### 사무드라굽타의 경쟁 형제
또 다른 이론에 따르면, 카차는 왕위에 대한 경쟁자였으며, 아마도 사무드라굽타의 형이었을 것이다. 그는 사무드라굽타에 의해 폐위되기 전 잠시 왕위를 차지했을 가능성이 있다. 이 이론의 변형은 카차가 사무드라굽타보다 오래 살았고, 그의 죽음 이후 마가다를 장악했으며, 사무드라굽타의 아들 라마굽타의 권위는 말와에 국한되었다는 것이다.
이 이론을 지지하는 주장은 다음과 같다:
- 사무드라굽타의 알라하바드 기둥 비문에 나오는 한 구절은 찬드라굽타 1세가 사무드라굽타를 후계자로 지명하는 궁정 장면을 묘사하며, 일부 얼굴에 "우울한 표정"을 유발했다.[18] 이는 왕위에 대한 경쟁자들이 있었음을 시사하며,[8] 카차에 대한 간접적인 언급으로 간주될 수 있다.[14]
- 카차 주화의 왕의 복장과 왕이 향을 바치는 모습은 이전 세기 동안 북인도를 통치했던 쿠샨 제국의 주화에서 영감을 받은 것으로 보인다.[19] 반면에 사무드라굽타의 주화는 인도적인 특징을 가지고 있다.[20] 따라서 카차의 주화는 사무드라굽타의 주화보다 독창성이 떨어지므로, 카차가 사무드라굽타보다 선행했을 것이다.[14]
- 8세기에서 9세기 작품인 대방광보살장문수사리근본의궤경은 사무드라 왕의 동생인 바스마라는 왕을 언급한다.[21] 사무드라는 사무드라굽타로, 바스마는 카차로 식별될 수 있는데, 산스크리트어 "카차"와 "바스마"는 모두 문자적으로 "알칼리성 재"를 의미하기 때문이다.[22] 이 식별을 바탕으로 L. P. 판데이는 카차가 굽타 왕국을 카슈미르까지 확장했다고 주장한다.[23]
- 바비샤요타라 푸라나의 칼리유가-라자-브르탄타 부분은 카차가 리차비 공주에게서 태어난 찬드라굽타 1세의 아들이라고 언급한다. 그것은 그가 마가다 왕위에서 안드라를 대체하는 데 아버지를 도왔다고 명시한다.[24] 그것은 카차가 아버지와 공동 통치했다고 묘사하며, 사무드라굽타가 그들의 아버지를 죽였다고 명시한다.[25]
- 카차는 사무드라굽타의 후손들에게 찬탈자로 여겨졌기 때문에, 후기 굽타 왕들의 비문에는 그의 이름이 가계 목록에서 생략되었을 것이다.[22]

이 이론에 대한 비판은 다음과 같다:
- 알라하바드 기둥 비문은 사무드라굽타의 즉위에 실망한 사람들이 그의 형제들이라고 명시하지 않는다. 그것은 단지 그들이 동등한 지위의 가족 출신이라고 언급할 뿐이다. 비문은 이 사람들이 그에게 반란을 일으켰다고 명시하지 않는다.[26]
- 대방광보살장문수사리근본의궤경의 사무드라와 바스마는 사무드라굽타와 카차로 식별될 수 없다. 본문은 바스마의 형인 사무드라가 사악한 사람으로, 3일 동안 왕국을 얻었다고 명시한다. 바스마 또한 잔인하고 사악한 통치자였으며, 그의 왕국은 비참한 브라만들로 가득했다.[27] 그는 다양한 종류의 부를 얻었고, 서쪽으로 카슈미르 문턱까지 진군했다. 그곳에서 그는 전투에서 승리했고, 12년 15개월 동안 통치했다. 그의 생애 말년에 그는 반복적으로 기절하게 만드는 질병으로 고통받았다.[21]
  - 사무드라는 3일(또는 3년) 동안 통치했지만, 사무드라굽타는 30년 이상 통치했다.[21]
  - 카차의 주화는 그를 "훌륭한 업적"을 수행한 자로 묘사하는 반면, 대방광보살장문수사리근본의궤경은 바스마를 사악한 왕으로 묘사한다. 이러한 명백한 불일치는 단순히 본문의 불교 작가가 비불교 왕에 대해 부정적인 태도를 가졌다는 설명만으로는 설명될 수 없다.[28]
  - 사무드라굽타에게 12년 이상 통치했던 바스마라는 형제가 있었다는 증거는 없다.[21]
  - 본문은 바스마가 사무드라에 대항하여 반란을 일으켰다고 명시하지 않는다.[23]
  - 본문에 언급된 후계 왕들의 목록은 굽타 가계와 일치하지 않는다.[29]
- 칼리유가-라자-브르탄타 중 초기 굽타 역사를 묘사하는 부분은 분명히 현대의 위조품이다.[30][31]
- 카차의 주화가 사무드라굽타의 주화보다 선행한다는 구체적인 증거는 없다. 쿠샨 원형과의 유사성이 반드시 카차가 사무드라굽타보다 선행했음을 의미하지는 않는다.[25]

### 사무드라굽타의 주화에 묘사된 다른 인물

#### 아잔타 비문의 카차
아잔타 석굴 XVII 비문은 우펜드라굽타의 아들이자 후계자인 카차라는 통치자를 언급한다. 역사가 M. J. 샤르마는 이 카차가 그의 아내 닷타데비를 통해 사무드라굽타와 관련이 있었으며, 찬드라굽타 1세의 사망 이후 왕위 계승 전쟁에서 사무드라굽타를 도왔다고 추측했다. 샤르마의 이론에 따르면, 카차를 묘사하는 주화는 카차에 대한 존경의 표시로 사무드라굽타가 발행한 것이며, 이 주화의 한 면에는 카차가 언급되고 다른 면에는 사무드라굽타가 묘사되어 있다. 굽타 황제는 카차를 아이리키나(현대 에란)의 총독으로 임명했다.
이 이론에 대한 비판은 다음과 같다:
- 황제가 부하의 이름으로 주화를 발행했을 가능성은 낮다.[2]
- 아잔타 석굴 비문의 카차가 사무드라굽타의 부하였다는 증거는 없다.[32]
- 카차와 아이리키나를 연결하는 증거는 거의 없다. 샤르마의 주장은 비문 텍스트를 잘못 읽은 것에 기반한다.[32]

#### 사무드라굽타의 순교한 형제
역사가 R. D. 바네르지는 카차가 사무드라굽타의 형제였으며, 아버지 찬드라굽타 1세의 통치 기간 동안 쿠샨 제국에 대항하는 "해방 전쟁"에서 싸우다 죽었다고 추측했다. 이 이론에 따르면, 카차에게 귀속된 주화는 사무드라굽타가 형제를 기념하기 위해 발행한 기념 메달이었다.
그러나 굽타 왕조가 권력을 잡기 시작한 4세기 첫 분기에 마가다가 쿠샨 제국의 일부였다는 증거는 없다. 또한, 사무드라굽타에게 쿠샨 군대에 대항하여 싸우다 죽은 카차라는 형제가 있었다는 구체적인 증거도 없다. 마지막으로, 고대 인도 왕들이 그러한 기념 메달을 발행한 것으로 알려진 바는 없다.

### 라마굽타
K. P. 자야스왈 및 D. R. 반다르카르와 같은 일부 학자들은 카차를 라마굽타와 동일시했다. 라마굽타는 산스크리트 희곡 데비찬드라굽탐에 따르면 찬드라굽타 2세의 형제이자 사무드라굽타의 아들이었다. 이 이론의 지지자들은 카차의 주화가 사무드라굽타가 재위 후반에 발행한 아슈바메다 및 호랑이 사냥꾼 주화와 유사하다고 주장했다. 그러나 카차의 주화가 사무드라굽타의 주화보다 후대라는 구체적인 증거는 없다.
A. S. 알테카르도 한때 이 식별을 지지하며, "카차"(Kāca)라는 이름이 필사 오류로 인해 "라마"(Rāma)로 바뀌었을 것이라고 이론화했다. 그러나 그는 말와에서 라마굽타에게 귀속된 주화가 발견된 후 자신의 의견을 철회했다. 라마굽타를 언급하는 세 개의 석비가 발견되면서 이 이론은 무효화되었다.

### 가토트카차
제임스 프린셉은 두 이름의 유사성에 근거하여 카차를 사무드라굽타의 할아버지인 가토트카차와 동일시했다. 그러나 가토트카차는 왕조의 제국 이전 통치자였으며, 그가 금화를 발행했을 가능성은 낮다. 카차 주화의 "모든 왕의 절멸자"라는 명문은 그와 같은 비제국적 통치자에게는 어울리지 않는다.
더욱이 산스크리트어 "카차"(Kāca)와 "가토트카차"(Ghaṭotkaca)는 의미가 완전히 다르다. "가토트카차"라는 이름이 "카차"로 축약될 여지는 거의 없다.

### 비굽타 출신 찬탈자
B. S. 시톨레이는 카차가 사무드라굽타가 남부 정복으로 바빴을 때 왕위를 찬탈한 비굽타 출신의 "정치적 모험가"였으며, 후자가 수도로 돌아왔을 때 사무드라굽타에게 패배했다고 이론화했다. 시톨레이는 문학 및 비문 자료에 카차의 이름이 없는 것이 그가 외부인이었음을 증명한다고 주장한다.
그러나 이에 대한 구체적인 증거는 없다. 방계 왕자들의 이름이 왕실 가계도에서 제외되는 것은 흔한 일이며, 이는 이전 왕들의 계승이 아니라 현 왕의 혈통을 묘사하기 때문이다. 또한, 카차의 주화가 매장지에서 발견될 때마다 항상 다른 굽타 왕들이 발행한 주화들 사이에 있었다. 예를 들어, 바야나 매장지에는 16개의 카차 주화를 포함하여 1621개의 금화가 들어있는데, 이 매장지의 다른 모든 주화는 굽타 왕으로 알려진 인물들이 발행한 것이다. 이는 카차가 굽타 왕조와 관련이 있었음을 시사한다.

## 참고 문헌
- Ashvini Agrawal (1989). 《Rise and Fall of the Imperial Guptas》. Motilal Banarsidass. 315쪽. ISBN 978-81-208-0592-7.
- Dilip Kumar Ganguly (1987). 《The Imperial Guptas and Their Times》. Abhinav. ISBN 978-81-7017-222-2.

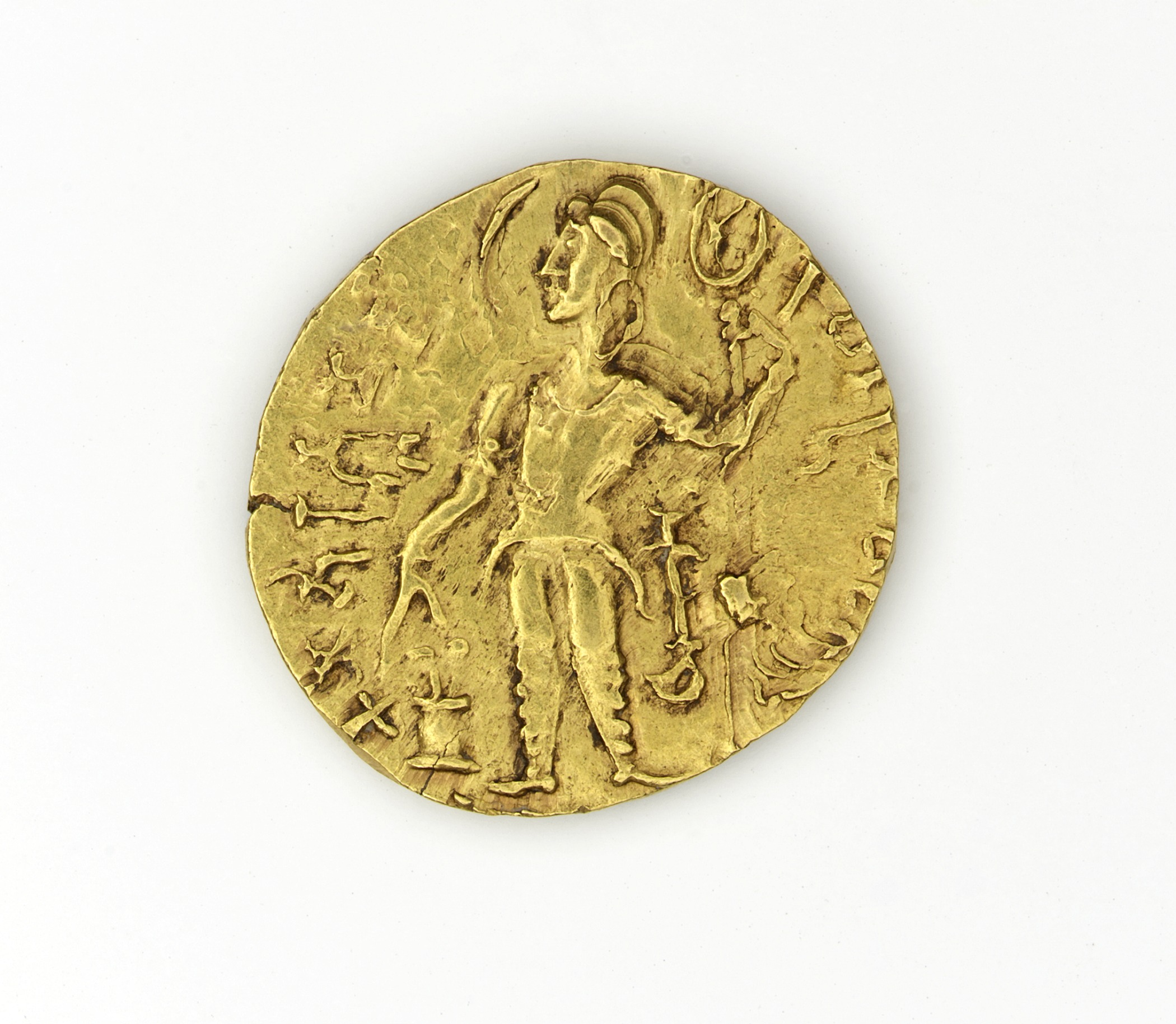
카차의 주화
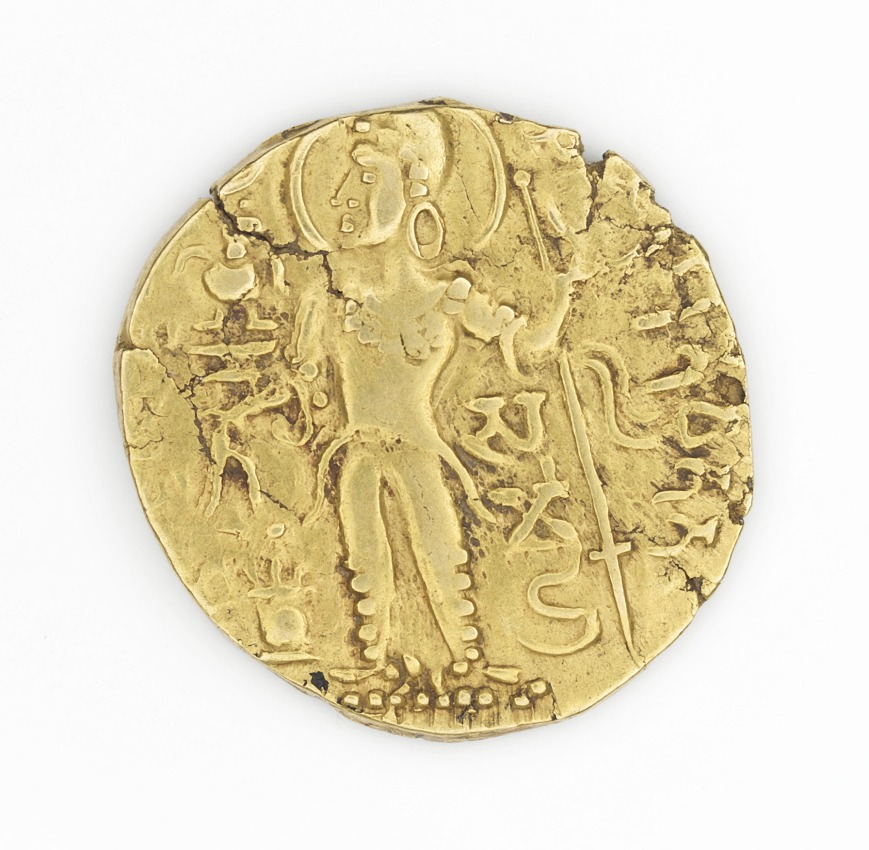
사무드라굽타의 주화

- S. R. Goyal (1994). 《An introduction to Gupta numismatics》. Kusumanjali Prakashan. OCLC 32240275.
- Tej Ram Sharma (1989). 《A Political History of the Imperial Guptas: From Gupta to Skandagupta》. Concept. ISBN 978-81-7022-251-4.